# المغول الأتراك

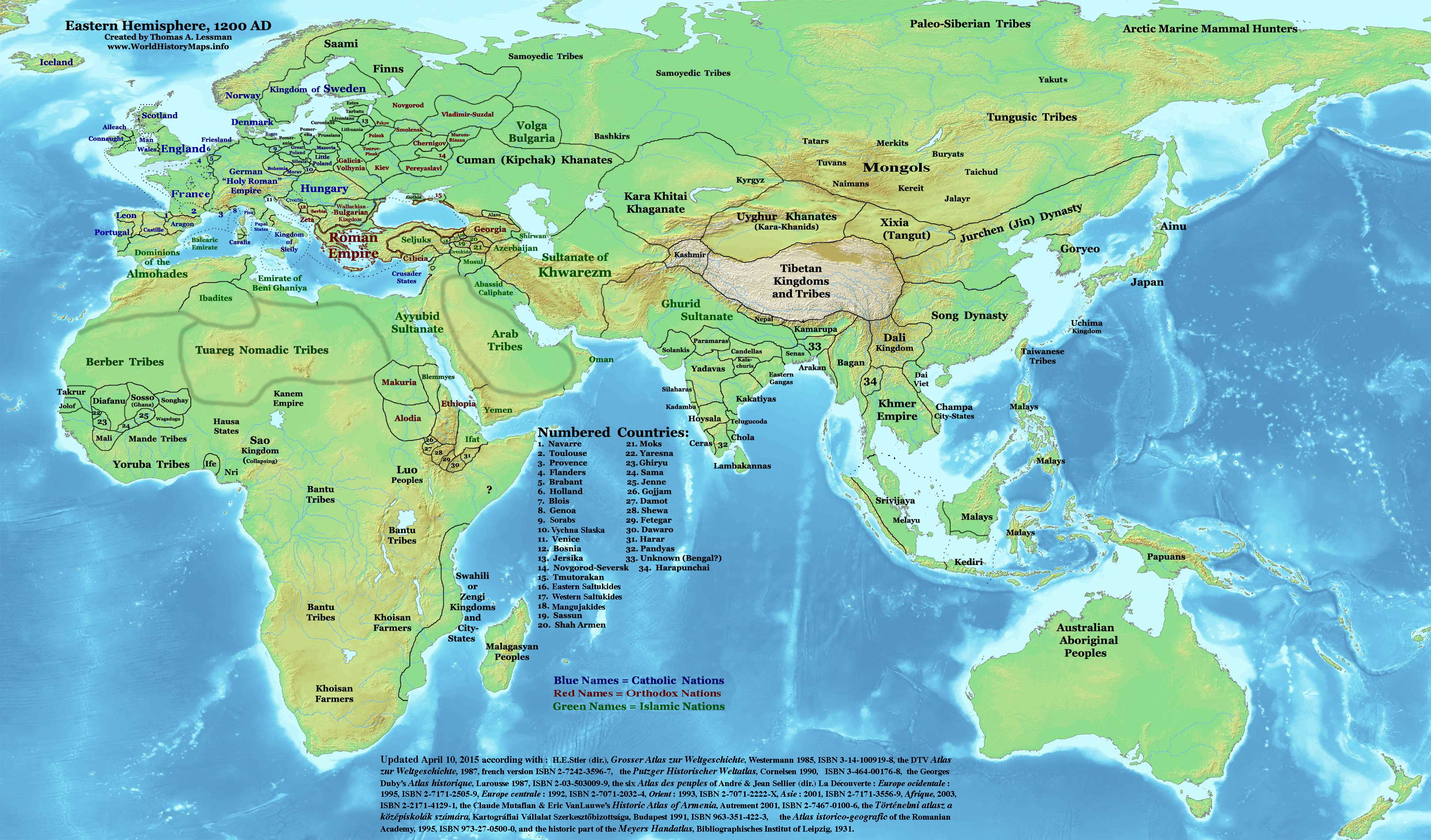
أوراسيا قبل الحملات المغولية، سنة 1200.

المغول الأتراك (أو المنغول الأتراك) هي تسمية حديثة للعديد من الرحالة الذين خضعوا لحكم الإمبراطورية المغولية. ونظرًا لتعرض هؤلاء الرحالة لعملية تتريك مع الوقت من حيث اللغة والهوية بعد الحملات المغولية، فقد استمدوا أصولهم العرقية والثقافية من سهوب آسيا الوسطى. ومن أهم الممالك التركية المغولية المملكة الإيلخانية وخانات الجاغاتاي والقبيلة الذهبية. ويُستخدم المصطلح في بعض الأحيان أيضًا لوصف الخانات والإمارات التي أعقبتها، مثل خانية قازان وخانية نوغي وخانية القرم والإمبراطورية التيمورية والإمبراطورية المغولية.